# Поварово II
По́варово II — железнодорожная станция Большого кольца Московской железной дороги в городском округе Солнечногорск Московской области. Входит в Московско-Смоленский центр организации работы железнодорожных станций ДЦС-3 Московской дирекции управления движением. По основному характеру работы является промежуточной, по объёму работы отнесена к 3 классу.
В двух с половиной километрах на запад от станции находится посёлок Поварово, от которого произошло название. Рядом со станцией находятся деревни Радумля и Берсеневка.
Ранее станция была узловой (а также была участковой), имелась соединительная ветвь между Московской и Октябрьской железными дорогами к Поварово I, аналогично станции Поварово III, но сейчас только вторая является узловой. К юго-западу от Поварово II находится развязка Большого кольца с радиальным Ленинградским направлением (главным ходом Октябрьской железной дороги). На ней действуют только две ССВ (ветки № 2 и № 5) Поварово III — Поварово I. Ранее на узле была развязка из пяти соединительных ветвей, но три из них были разобраны в конце 90-х — начале 2000-х и не действуют — ветка № 3 от Поварово III на Москву, ветка № 7 от Москвы на Поварово II, ветка № 1 от Поварово II на Поварово I.
Большое кольцо МЖД далее на восток от Поварово II до Икши является однопутным (единственный разъезд — станция Белый Раст). До конца 1990-х участок был двухпутным, но затем один из путей перестал использоваться и был демонтирован, осталась насыпь на всём протяжении, используемая в том числе автомобилями. В 2010-х путь был продлён от тупика сразу за стрелкой на несколько сотен метров, до моста над Ленинградским шоссе. Планируется восстановление данного пути на всём участке для более интенсивного использования северной части Большого кольца для пропуска грузовых поездов.
Для пересадки на пригородные поезда по радиальному Ленинградскому направлению используется платформа 142 км Большого кольца на перегоне юго-западнее.
На станции одна низкая длинная боковая платформа и одна очень короткая низкая островная, они соединены настилом.
Платформа обслуживается электропоездами:
- С южной стороны — Депо ТЧ-20 Апрелевка Киевского направления. Для них станция Поварово II является конечной. 3 пары поездов в день из/в сторону Манихино I — Кубинки I — Бекасово I — Детково (в том числе один «прямой» поезд из Апрелевки).
  - Поезда могут опаздывать до нескольких часов или отменяться из-за загруженности Большого кольца грузовыми поездами (в том числе для сортировки на станции Бекасово-Сорт.)
  - До лета 2011 года участок Икша — Кубинка I обслуживался депо Нахабино Рижского направления, но затем участок Поварово II — Кубинка I был передан депо Апрелевка (некоторые рейсы до Кубинки II были продлены до Поварово II)
- С северо-восточной стороны — Депо Александров Ярославского направления и депо Лобня Савёловского направления. Всего 3 пары от/до Александрова (через Икшу / Яхрому) и 1 пара от/до Икши. Конечной для них является станция Поварово III перегоном юго-западнее.

## Галерея

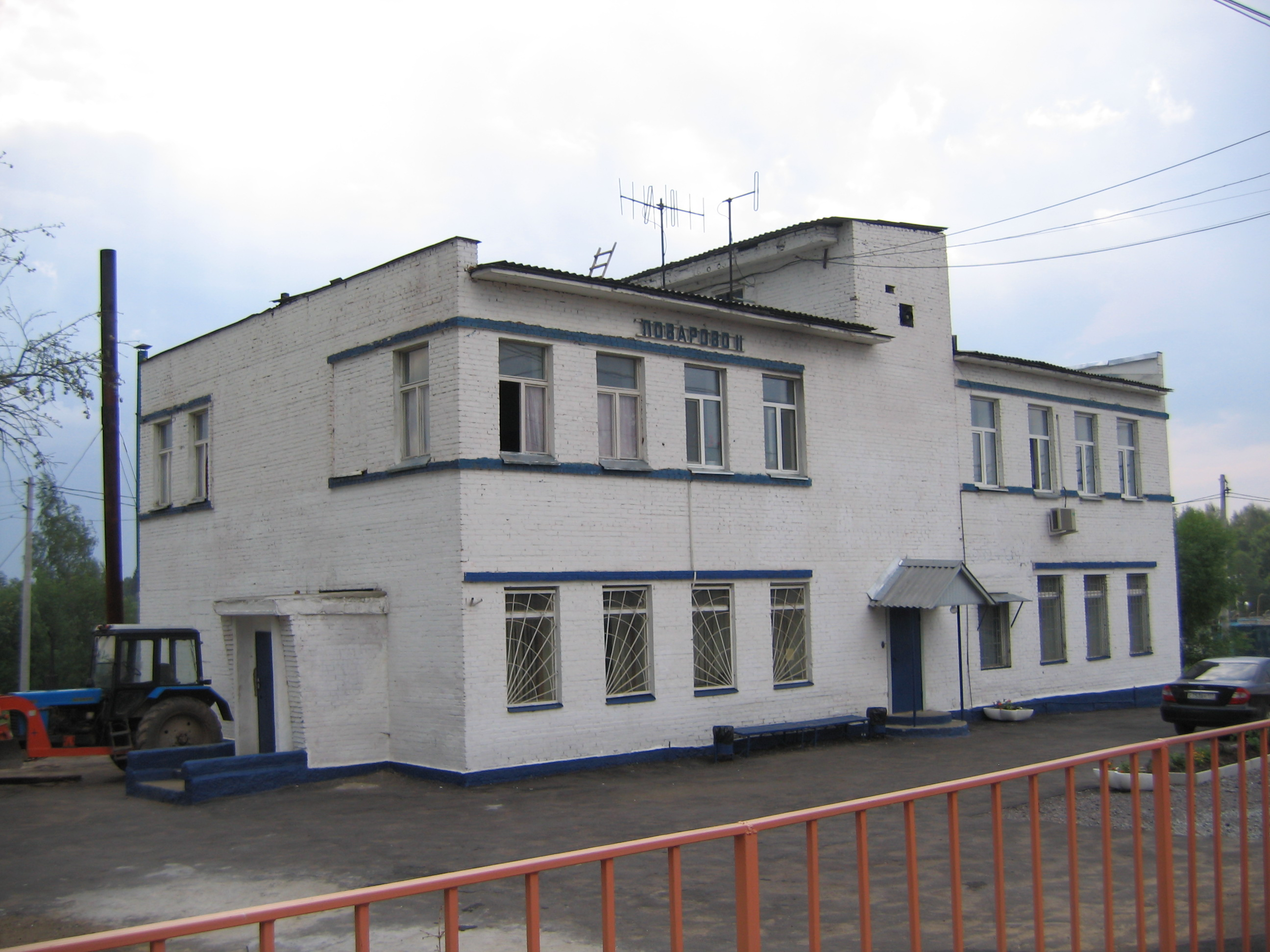
Станционное здание
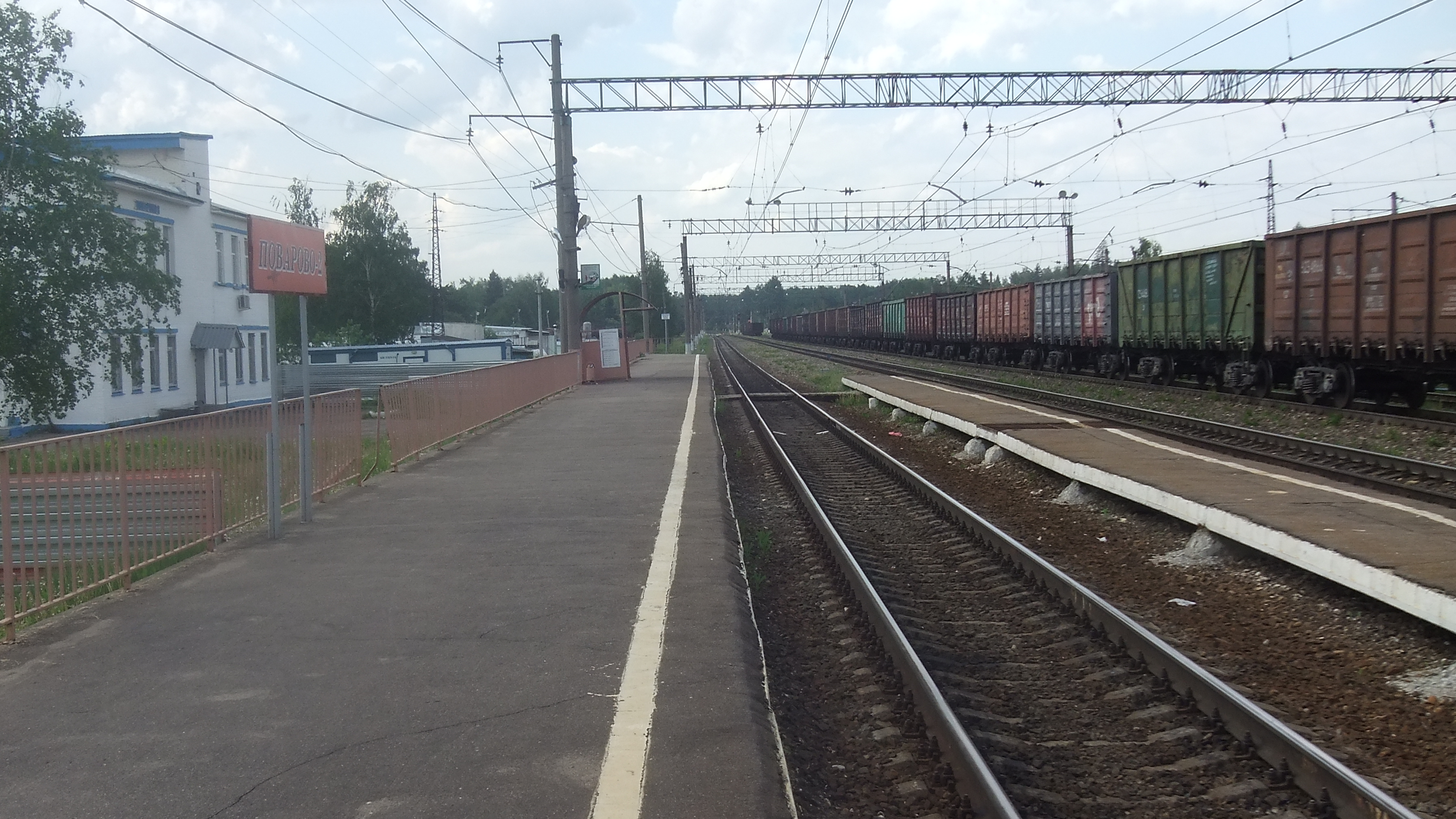
Вид на обе платформы
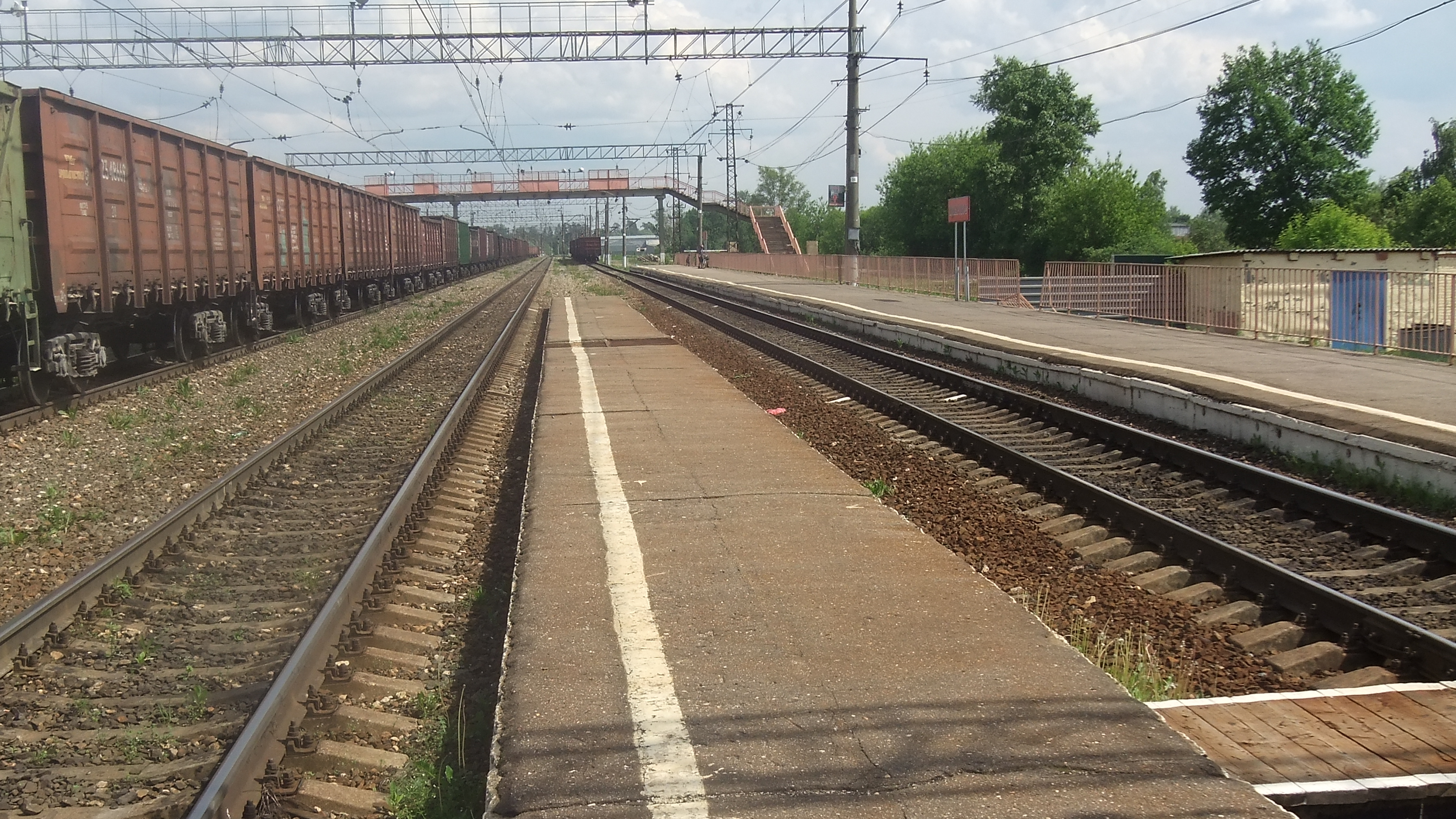
Вид на платформы с западного края
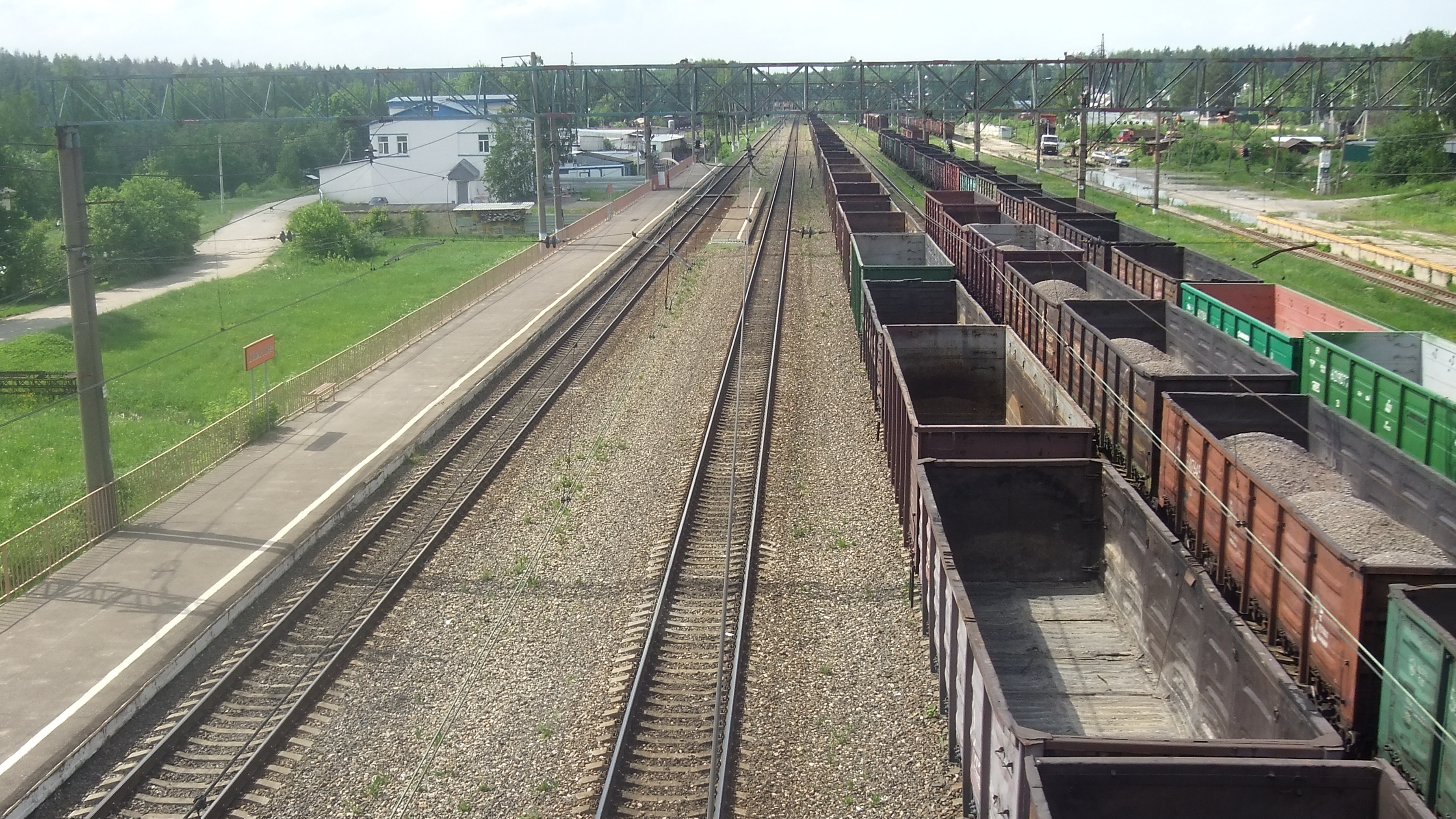
Вид на запад
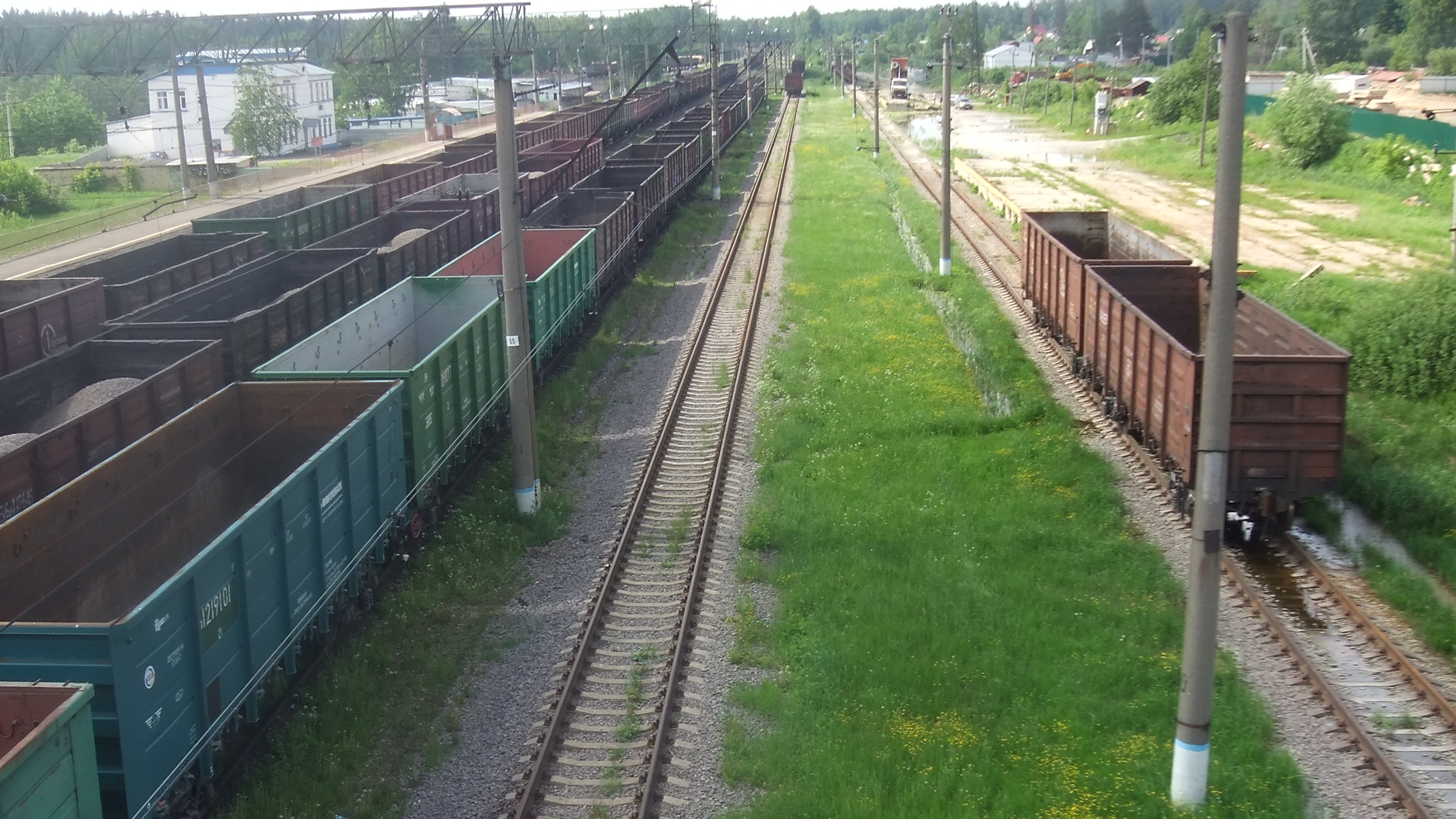
Вид на запад
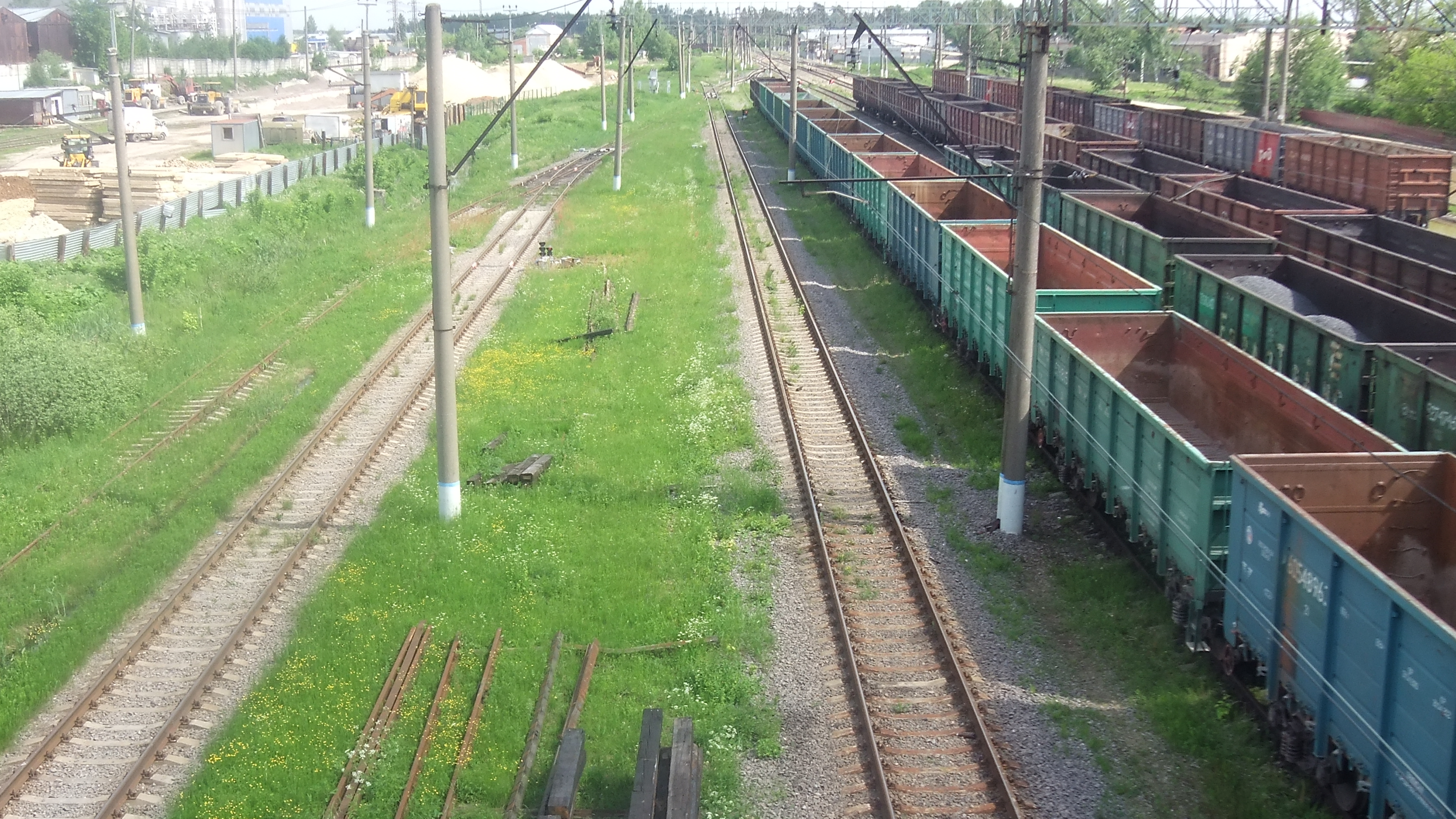
Вид на восток
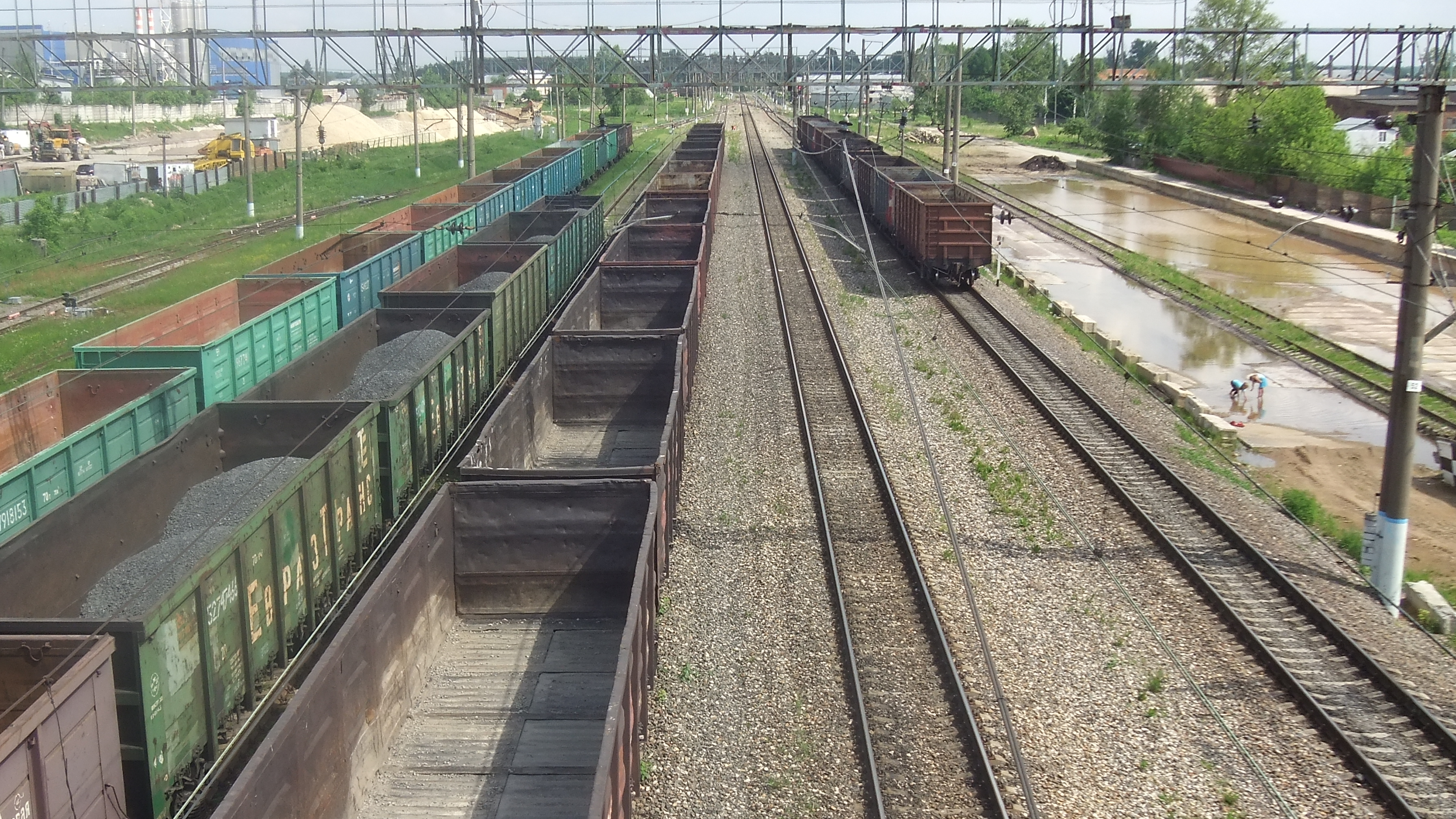
Вид на восток
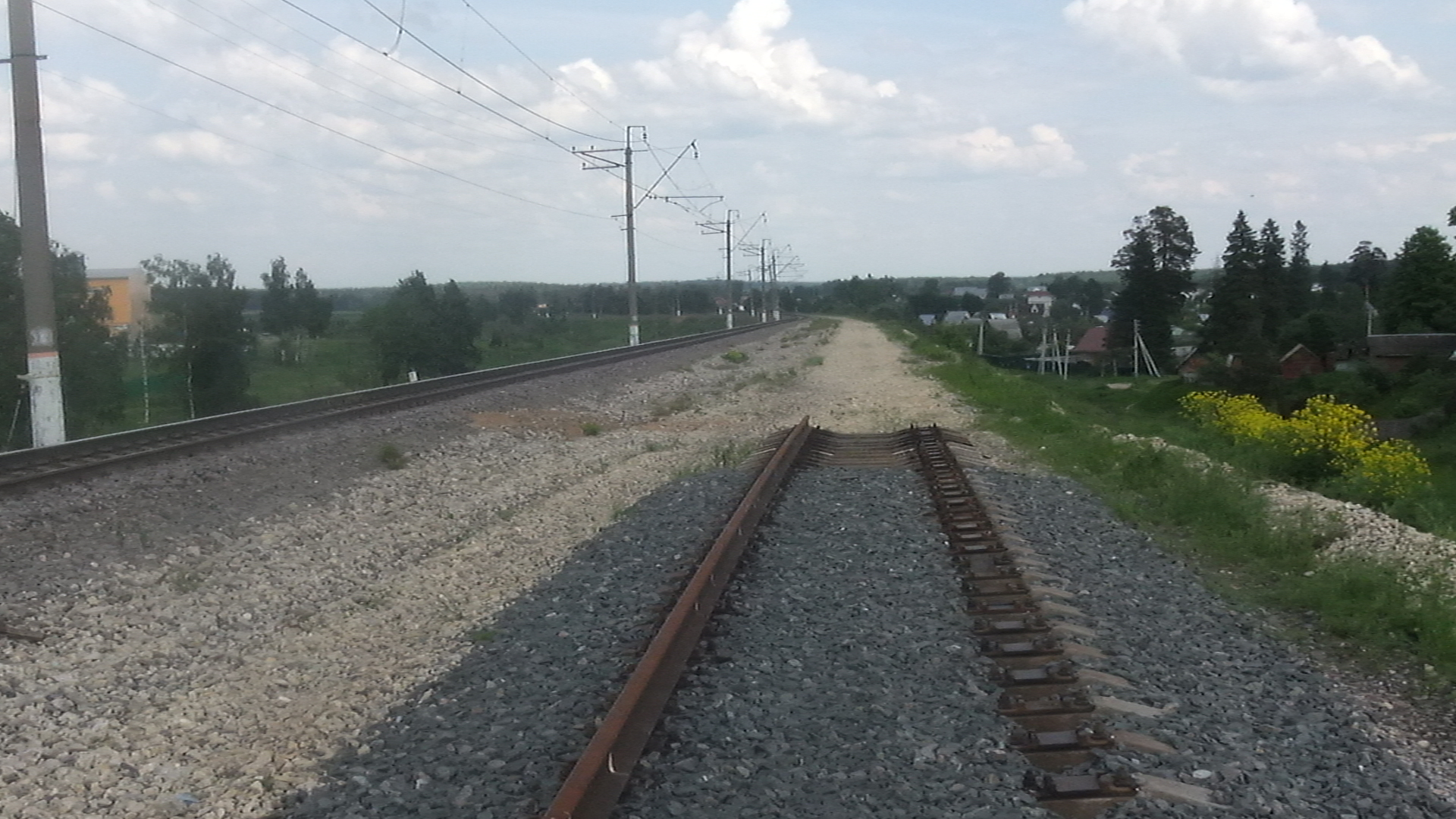
Обрывающийся второй путь на восток
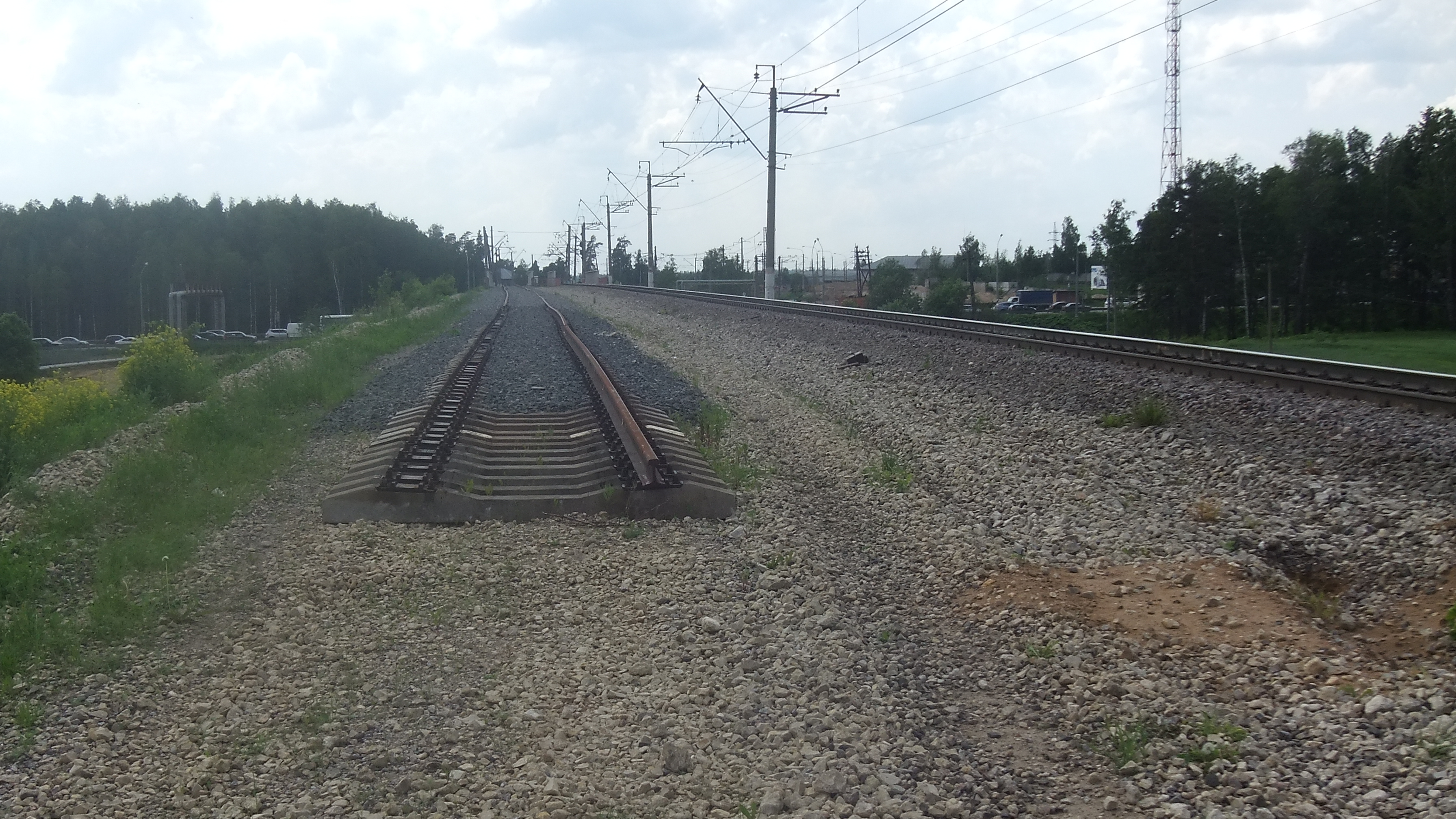
Обрывающийся второй путь на восток